# Charlie Rich
Charles Allan Rich (14 de diciembre de 1932-25 de julio de 1995) fue un cantante, compositor y músico estadounidense de música country. Su estilo musical ecléctico era a menudo difícil de clasificar, ya que abarcaba los géneros de rockabilly, jazz, blues, country, soul y gospel.

## Primeros años
Rich nació en Colt, Arkansas, en el seno de una familia de agricultores de algodón. Se graduó en el Consolidated High School de Forrest City, donde tocaba el saxofón en la banda. Recibió una fuerte influencia de sus padres, que eran miembros de la Landmark Missionary Baptist Church; su madre, Helen Rich, tocaba el piano en la iglesia y su padre cantaba en cuartetos de gospel. Un aparcero negro de las tierras de la familia, llamado C. J. Allen, enseñó a Rich a tocar el blues. Se matriculó en el Arkansas State College con una beca de fútbol americano y, tras una lesión, se trasladó a la Universidad de Arkansas para estudiar música. Lo dejó después de un semestre para alistarse en la Fuerza Aérea de Estados Unidos en 1953.
Se casó con Margaret Ann Greene en 1952. Mientras estaba destinado en Enid, Oklahoma, formó "los Velvetones", que tocaban jazz y blues y contaban con la participación de su mujer como vocalista. Cuando dejó el ejército en 1956, la pareja regresó a la zona de West Memphis para cultivar 500 acres. También comenzó a actuar en clubes de la zona de Memphis, tocando tanto jazz como R&B, y empezó a escribir su propio material.

## Carrera
Después de grabar algunas canciones de demostración para Sam Phillips en Sun Records que Phillips consideró "demasiado jazzísticas" e insuficientemente comerciales, a Rich le dieron una pila de discos de Jerry Lee Lewis y le dijeron: "Vuelve cuando seas tan malo". En una entrevista de 1992 con la presentadora de Fresh Air, Terry Gross, el propio Rich recordó que Bill Justis le dijo a la mujer de Rich esas palabras.
En 1958, Rich se convirtió en un músico de sesión habitual para Sun Records, tocando en diversos discos de Lewis, Johnny Cash, Bill Justis, Warren Smith, Billy Lee Riley, Carl Mann y Ray Smith. También escribió varias canciones para Lewis, Cash y otros.
Después de que empezara a grabar para la filial de Sun, Phillips International Records, su tercer sencillo fue el éxito del Top 30 de 1960 "Lonely Weekends", con voces similares a las de Presley. Vendió más de un millón de copias y recibió un disco de oro de la Recording Industry Association of America. Sin embargo, ninguno de los siete singles que le siguieron fue un éxito, aunque varias de las canciones se convirtieron en elementos básicos de su directo, como "Who Will the Next Fool Be", "Sittin' and Thinkin'" y "No Headstone on My Grave". Estas canciones fueron grabadas por otros con mayor o menor éxito, como la versión de Bobby Bland de "Who Will the Next Fool Be".

"Las habilidades jazzísticas de Rich y su sincero pulido transforman la mejor grasa de pollo de Nashville en un pop de alta calidad: la respuesta de Arkansas a Nat Cole. Cole era mejor, pero prefiero el tema casero de Rich y sus raíces de rock and roll".
Christgau's Record Guide: Rock Albums of the Seventies (1981)

La carrera de Rich se estancó y abandonó la discográfica Sun en 1963, firmando con Groove, una filial de RCA Victor. Su primer sencillo para Groove, "Big Boss Man", fue un éxito menor, pero una vez más, sus siguientes discos, producidos por Chet Atkins, fracasaron. En 1965 se trasladó a Smash Records, donde su nuevo productor, Jerry Kennedy, le animó a enfatizar sus inclinaciones por el country y el rock n' roll, aunque Rich se consideraba un pianista de jazz y no había prestado mucha atención a la música country desde su infancia. Su primer sencillo para Smash fue "Mohair Sam", un número de rock con influencias R&B escrito por Dallas Frazier, que se convirtió en un éxito pop entre los 30 primeros. Sin embargo, una vez más, ninguno de sus siguientes sencillos tuvo éxito. Rich volvió a cambiar de discográfica y pasó a Hi Records, donde grabó música blue-eyed soul y country directo, pero una vez más, ninguno de sus sencillos para Hi hizo mella en las listas de country o pop. Un tema de Hi Records, "Love Is After Me" (1966), se convirtió tardíamente en un favorito del white soul a principios de la década de 1970.

### Éxito de la carrera en los años 70
A pesar de su falta de éxito comercial, Epic Records contrató a Rich en 1967, principalmente por recomendación del productor Billy Sherrill. Sherrill ayudó a Rich a reconvertirse en un baladista del Nashville Sound durante una época en la que viejos artistas del rock 'n' roll como Jerry Lee Lewis y Conway Twitty estaban encontrando un nuevo hogar musical en el formato del country y el western. Este nuevo sonido "countrypolitano" de Rich dio sus frutos en el verano de 1972, cuando "I Take It on Home" llegó al número seis de las listas de éxitos country. El tema que da título a su álbum Behind Closed Doors de 1973 se convirtió en un número uno de las listas de country a principios de ese año, y luego entró en el top 20 de las listas de pop. Esta vez, su siguiente sencillo no decepcionó, ya que "The Most Beautiful Girl" pasó tres semanas en la cima de las listas de country y dos semanas en la cima de las listas de pop. Ya establecido como estrella de la música country, Behind Closed Doors ganó tres premios de la Asociación de Música Country ese año: Mejor Vocalista Masculino, Álbum del Año y Single del Año. El álbum también fue certificado como disco de oro. Rich ganó un premio Grammy a la mejor interpretación vocal masculina de country y se llevó cuatro premios de la Academia de Música Country. Uno de los varios compositores residentes de RCA Victor, Marvin Walters, colaboró durante tres años con Rich, produciendo cuatro grabaciones, incluida la popular "Set Me Free".
Después de "The Most Beautiful Girl", los éxitos número uno no tardaron en llegar, ya que cinco canciones encabezaron las listas de éxitos country en 1974 y pasaron a las listas de éxitos pop: "There Won't Be Anymore" (número 18 del pop), "A Very Special Love Song" (número 11 del pop), "I Don't See Me in Your Eyes Anymore" (número 47 del pop), "I Love My Friend" (número 24 del pop) y "She Called Me Baby" (número 47 del pop). Tanto RCA Records como Mercury Records (Smash era una filial de Mercury que fue absorbida por la compañía principal en 1970) también reeditaron su material grabado anteriormente a mediados de los años 60. Todo este éxito llevó a la CMA a nombrarle Artista del Año en 1974. Ese mismo año interpretó el tema nominado al Oscar "I Feel Love (Benji's Theme)" de la película Benji. Rich obtuvo otros tres éxitos entre los cinco primeros en 1975, pero aunque estaba en la cima de su popularidad, empezó a beber en exceso, lo que le causó considerables problemas fuera del escenario.
Premios CMA 1975
La problemática del consumo de alcohol de Rich culminó en la ceremonia de los premios de la CMA de 1975, cuando presentó el premio al artista del año visiblemente ebrio. Después de tropezar con los nombres de los nominados, abrió torpemente el sobre, sacó un mechero y prendió fuego al papel con el nombre del ganador. A continuación, anunció que el ganador del premio era "mi amigo el Sr. John Denver". Algunos lo consideraron un acto de rebelión contra el sonido de Nashville, controlado por Music Row; otros especularon que era una protesta contra el premio otorgado a Denver, cuya música Rich había considerado demasiado "pop" y no suficientemente "country". Muchos, incluidos los miembros de la industria, se indignaron y la popularidad de Rich cayó en picado.
En una entrevista de 2016, la antigua directora ejecutiva de la CMA, Jo Walker-Meador, especuló con que la borrachera de Rich pudo deberse en parte al resentimiento por haberse quedado fuera de las nominaciones ese año, tras su éxito en los premios de 1974. Su hijo Charlie Jr. dice en su página web:

Te diré por qué pensé que lo hizo. #1 Pensó que sería divertido. Lo preparó hablando de que los posibles ganadores estaban probablemente nerviosos, como él lo había estado el año anterior. #2 Mal juicio. Recientemente se había roto el pie en un extraño accidente en su casa en Memphis. ... Así que ... Debido al dolor, tomó medicamentos para el dolor la noche del espectáculo: ¡Mala idea! En segundo lugar, él y otra estrella del country se pusieron a beber gin-tonics mientras esperaban en el camerino. El espectáculo era largo, así que para cuando papá tenía que salir, las bebidas, además de la medicación, lo tenían ebrio. ... Principalmente pensó que sería divertido. Sé que lo último que hubiera querido hacer mi padre era erigirse en juez de otro músico. Se sintió mal porque la gente pensó que era una declaración contra John Denver.

El declive de la carrera de Rich se vio agravado por el hecho de que sus discos empezaron a sonar cada vez más parecidos: baladas country de influencia pop con cuerdas sobregrabadas y poco jazz o blues. No volvió a tener un éxito entre los 10 primeros hasta que "Rollin' With the Flow" alcanzó el número uno en las listas de country (así como el número 32 en las listas de easy listening) en 1977. A principios del año siguiente, en 1978, firmó con United Artists Records, y a lo largo de ese año tuvo éxitos tanto en Epic como en UA. Sus éxitos en 1978 incluyeron los top-10 "Beautiful Woman", "Puttin' In Overtime At Home", y su último número uno con "On My Knees", un dúo con Janie Fricke.

### Disminución de la actividad y semiretiro
En 1979, Rich tuvo un éxito moderado con sus sencillos, siendo su mayor éxito una versión de "Spanish Eyes" que entró en el top 20 del country. Apareció como él mismo en la película de 1978 de Clint Eastwood Every Which Way but Loose, interpretando "I'll Wake You Up When I Get Home". Esta canción alcanzó el número tres en las listas de éxitos en 1979 y fue el último sencillo en el top 10 de su carrera. En 1980, volvió a cambiar de discográfica, pasando a Elektra Records, y ese otoño lanzó un sencillo número 12, "A Man Just Don't Know What a Woman Goes Through". Le siguió un éxito más en el top 40, la canción de Gary Stewart "Are We Dreamin' the Same Dream" a principios de 1981, pero Rich decidió alejarse de los focos. Durante más de una década, vivió de sus inversiones en régimen de semiretiro, dando solo conciertos ocasionales. En 1981, tuvo un pequeño papel en la película Take This Job and Shove It, de la que salió su último sencillo en las listas, "You Made It Beautiful".
En 1992, Rich salió de su semiretiro para publicar en Sire Records Pictures and Paintings, un álbum de jazz producido por el periodista Peter Guralnick. Recibió críticas positivas y restauró la reputación de Rich como músico, pero fue su último álbum. En 2016, un álbum de homenaje titulado Feel Like Going Home: The Songs of Charlie Rich fue publicado por Memphis International Records. Tom Waits, que fue telonero de Rich en los años 70, le menciona en la canción "Putnam County" de su álbum Nighthawks at the Diner con la letra: "La radio escupe a Charlie Rich... Sí que sabe cantar, ese hijo de puta".

## Fallecimiento
Charlie Rich y su esposa se dirigían a Florida para pasar unas vacaciones después de ver a su hijo Allan actuar con Freddy Fender en el Casino Lady Luck de Natchez, Misisipi, cuando sufrió un ataque de tos severa. Después de visitar a un médico en St. Francisville, Luisiana, y recibir antibióticos, continuó el viaje. Pasaron la noche en un motel de Hammond, Luisiana, donde Rich murió mientras dormía el 25 de julio de 1995, a los 62 años. La causa de la muerte fue una embolia pulmonar. Fue enterrado en el cementerio Memorial Park de Memphis, Tennessee.
A Rich le sobrevivieron su esposa, dos hijos, dos hijas y tres nietos. Margaret Rich murió en Germantown, Tennessee, el 22 de julio de 2010, y fue enterrada junto a su marido.